# Кипинг
Кипинг — традиционные филиппинские вафли в форме плоского листа, приготовленные из клейкого риса. Он происходит из города Лукбан, провинция Кесон, с населением в 50 000 жителей. Вафли кипинг являются изюминкой местного ежегодного фестиваля в честь святого покровителя города, Исидора Труженика, который празднуется по семь дней, начиная с 15 мая.
Рисовая паста для вафель кипинг изготавливается из клейкого риса, который замачивают в течение нескольких часов перед тем, как растереть его. Получившуюся  рисовую пасту смешивают с водой, небольшим количеством крупной соли и различными пищевыми красителями. Затем паста намазывается на выбранные формы, которыми обычно служат подходящие по размеру листья тех растений, которые не токсичны, не имеют неприятного запаха и не создают неприятный привкус. Чаще всего используются листья дерева Utania racemosa. Другие используемые растения включают индийский миндаль, кофе, какао и банан саба. Пасту готовят на листьях на пару около получаса, придав ей форму листа.
Затем получившиеся вафли снимают с листьев и сушат. Затем вафли складывают друга на друга и кладут под пресс на несколько часов, чтобы они стали ещё суше и тоньше. Затем снова сушат и снова кладут под пресс. Существует традиционное суеверие, что во избежание растрескивания кипинга необходимо соблюдать тишину во время всего процесса приготовления.
Результатом усилий является продукт нарядного вида (за счёт пищевых красителей), сухой и плоский, повторяющий форму использованного листа. Кипинг при продаже готов к употреблению, его можно есть как сам по себе, так и макая в соус, сладкий или солёный. Во время фестиваля святого Исидора («фестиваль Пахия») листы кипинга формируют в подобие красочных разноцветных подвесок или колонн, которыми украшают как ларьки уличных торговцев, так и дома зажиточных жителей города.